# Cornelis Rudolphus Hermans
Cornelis Rudolphus Hermans (Oss, 22 februari 1805 – 's-Hertogenbosch, 14 december 1869) was een geschied-, oudheid- en letterkundige, en wordt gezien als een van de pioniers van de Noord-Brabantse geschiedschrijving en archeologie. Tevens staat hij bekend als de medeoprichter en de stuwende kracht in de beginjaren van het Provinciaal Genootschap van Kunsten en Wetenschappen in Noord-Brabant. 
Hermans heeft verschillende boeken en artikelen nagelaten, en tegelijkertijd pionierswerk verricht in verschillende vakgebieden. Daarnaast heeft hij een uitgebreide correspondentie nagelaten met betrekking tot het verzamelen en beoordelen van oudheidkundige vondsten, de ontcijfering van Oorkonden en kronieken, het verrichten van opgravingen in de provincie Noord-Brabant en het speuren naar aanwinsten voor de bibliotheek of voor het munt- en penningkabinet. Ook op literair-historisch terrein heeft Hermans enigszins zijn sporen nagelaten, hoewel hij geen naam gemaakt heeft als literatuurhistoricus. Het is aan Hermans te danken dat vele volksoverleveringen en legenden zijn opgetekend.

## Biografie

### Persoonlijk
Cornelis R. Hermans is geboren als oudste zoon in een gezin van dertien kinderen groot. Zijn vader Herman Hermans, die getrouwd was met moeder Isabelle van de Goor, was een goud- en zilversmid en bekleedde enkele openbare functies als raadslid en gemeenteontvanger van de stad Oss. Hermans stond bekend als een zeer gedreven persoon, wat nog weleens ten koste ging van zijn eigen werk. In 1837, na meerdere jaren van studie, trouwde Hermans met Henrica Laffertée en kregen samen zes kinderen. Opvallend is het feit dat vier van deze kinderen vroegtijdig stierven. Hermans zelf stierf op 64-jarige leeftijd te 's-Hertogenbosch.

### Opleidingen en onderwijs
Het leven van Hermans bestond voor een groot deel uit studie en wetenschap. Zo doorliep hij het klein- (1819-1825) en grootseminarie (1825-1830) te Sint-Michielsgestel, met als gevolg dat hij in 1830 werd aangenomen als conrector op de Latijnse school te Eindhoven. Dit wist Hermans te combineren met de studie klassieke letteren aan de Leidsche Hoogeschool, inmiddels bekend als de huidige Universiteit Leiden. In 1834 promoveerde Hermans op een proefschrift over de letterkundige geschiedenis van Noord-Brabant en wist zo zijn doctorstitel te behalen. Nog in datzelfde jaar werd Hermans rector op de Latijnse school in 's-Hertogenbosch, die sinds 1848 bekend staat als het stedelijk gymnasium. Dankzij zijn invloedrijke Bossche relaties kreeg hij in 1833 de gelegenheid om te solliciteren op deze functie. Deze relaties bestonden onder andere uit de gouverneur van Noord-Brabant, Baron Andreas van den Bogaerde van Terbrugge, en de gouvernementsambtenaar Jan Menu. Ook boekhandelaar en bibliofiel Hendrik Palier behoorde tot dit selecte gezelschap, die hij overigens leerde kennen via de gouverneur en de gouvernementsambtenaar.

### Geschiedvorser
Het onderwijs was niet zijn enige verdienste. Hermans richtte zicht naast de Brabantse letterkunde steeds meer op de geschiedschrijving van Brabant. Hermans zag zichzelf echter niet als een geschiedschrijver, maar als een geschiedvorser. Het was Hermans er om te doen, de kennis van het verleden te vermeerderen door bouwstenen aan te dragen. Zijn hoogste doel was de bijeengebrachte bouwstoffen bibliografisch en kritisch te doen kennen. Aangezien Brabant, ten opzichte van andere provincies, weinig voor kwam in de scheidschrijving en literatuur van die tijd, ging Hermans het als zijn taak beschouwen om af te rekenen met het, volgens hem, slechte imago van Brabant, die onder andere zou zijn opgelopen in de tijd van de Belgische Revolutie. Zijn uiteindelijke doel was om er voor te zorgen dat de provincie Brabant een betere plaats zou krijgen in de vaderlandse geschiedenisboeken. De meeste van zijn werken werden positief gewaardeerd, ook werd er lof gesproken over zijn kennis en scherpzinnigheid, met zo nu en dan kritische noten over bijvoorbeeld onnauwkeurigheden.
Hermans zat vol ambities en bood zich daarom ook aan als stadarchivaris, maar kreeg geen gehoor. Uiteindelijk wordt Hermans als nog in 1841 aangenomen als de eerste stadsarchivaris van 's-Hertogenbosch. Vele charters, kronieken en brieven werden geordend en uitgegeven, wat resulteerde in stadsarchief dat binnen enkele jaren redelijk op orde was.

### Oprichting van het Provinciaal Genootschap
Een belangrijk doel voor Hermans was het oprichten van een provinciale bibliotheek. Een instituut als dit kwam volgens Hermans pas tot zijn recht zodra er ook daadwerkelijk mensen kwamen die de aanwezige schatten kwamen onderzoeken en bestuderen. Daarom pleitte Hermans eveneens voor de oprichting van een provinciaal genootschap ter bevordering van de bestudering van taal, geschiedenis en oudheden van Noord-Brabant. Hermans had al in zin proefschrift gepleit voor een oprichting van een provinciaal genootschap voor kunsten en wetenschappen. In 1837 werd het Provinciaal Genootschap van Kunsten en Wetenschappen in Noord-Brabant een feit. De oprichters waren zeven man sterk en bestonden, naast Hermans zelf, onder andere uit de gouverneur van Noord-Brabant Baron Andreas van den Bogaerde van Terbrugge, rector van de Latijnse School in Heusden en predikant Carel Willem Pape, boekhandelaar Hendrik Palier en de latere minister Jacobus Arnoldus Mutsaers. Na de oprichting ontstond tussen de heren een machtsstrijd en Hermans werd door sommige zelfs de rol als initiatiefnemer ontzegd. Ook voor het uiteindelijke hoofdbestuur werd hij gepasseerd, en bij de presentatie van de plannen aan Gedeputeerde Staten werd hij uiteindelijk voorgedragen als bibliothecaris. Hermans bleef tot zijn dood bibliothecaris en bleek ook jarenlang als enige daadwerkelijk actief binnen het genootschap, waardoor hij beschouwd werd als de stuwende kracht van het genootschap. Als bibliothecaris verzamelde Hermans zover mogelijk alle geschiedkundige en letterkundige boeken en handschriften die hij nuttig achtte. Zo bestond de boekenverzameling in 1840 uit 1.440 boekdelen, in 1848 uit 5.000, in 1853 uit 14.000 en in 1862 was de collectie opgelopen tot 20.000 boekdelen. Mede doordat de medeoprichter Hendrik Palier zijn particuliere bibliotheek afstond, kon de collectie deze gigantische aantallen bereiken.
Naast de functie van bibliothecaris was Hermans ook verantwoordelijk om het toezicht te bewaren over de archeologische verzamelingenen, het penningkabinet en de doelmatige uitbreiding daarvan. Ook deze taak werd door Hermans met verve uitgevoerd, en in zijn hoedanigheid als collectiebeheerder deed hij dan ook vele aankopen en ontving vele schenken voor de archeologische verzameling. Het gevolg hiervan was dat het genootschap, naast de bibliotheek en het archief, ook fungeerde als museum.

### Pionier van de Brabantse archeologie
In 1846 werd Hermans lid van een door de Gedeputeerde Staten opgerichte commissie, die bevoegd was voor het opsporen van oudheden in Noord-Brabant. Hermans was de eerste die zich op wetenschappelijke wijze bezig hield met archeologie en die opgravingen verrichtte met een wetenschappelijk doel in de provincie. Ook zijn vriend Petrus Panken, die dankzij Hermans Onder de Candidaten van het Genootschap aangetekend werd, deed voor Hermans en het genootschap veel archeologisch werk in Pankens geboortestreek de Kempen. 

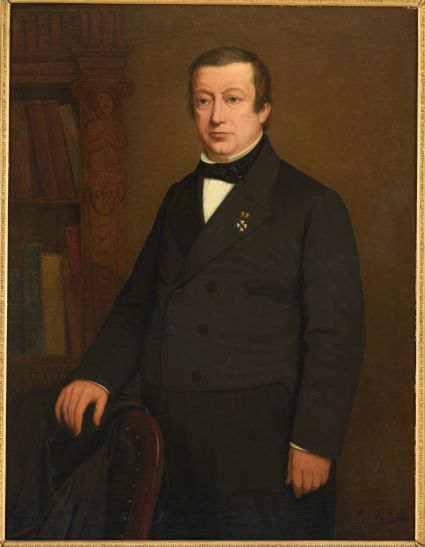
Portret van C.R. Hermans als Ridder in de Orde van de Eikenkroon, geschilderd door Frans van Beers in 1868.

Een van Hermans belangrijkste ontdekkingen was de heirbaan die Nijmegen met Tongeren verbond. Na bestudering van historische bronnen, waaronder de Romeinse reiskaart van Peutinger, traceerde Hermans tussen 1860 en 1864 op meerdere plaatsen in het Land van Cuijk resten van deze weg. Ook onderzocht Hermans de Magusanus-Hercules altaarsteen uit Sint-Michielsgestel en diverse over de provincie verspreide Germaanse begraafplaatsen en bij enkele opgravingen daarvan, was hij aanwezig. De belangrijkste onderzoeksobjecten voor Hermans waren grafheuvels, waarbij de hoofdzaak het vinden van de urnen was. Zijn opgravingen waren sterk gericht op het verzamelen, registreren en het spaarzaam onderzoeken van deze projecten.

## Trivia
- Over de provincie Noord-Brabant zijn meerdere straten naar Hermans vernoemd: Dr. Hermanslaan te Oss, Dr. Hermansweg te Eindhoven, Dr. C.R. Hermansstraat te Best en Dr.  Hermansstraat te 's-Hertogenbosch.